# Стерео Мајк
Михалис Ексархос (грч. Μιχάλης Έξαρχος; Пиреј, 1978) алијас Стерео Мајк грчки је хип хоп уметник и први добитник МТВ ЕМА награде као најбољи грчки извођач. 
Заједно са Лукасом Јоркасом представљао је Грчку на Песми Евровизије 2011. у Диселдорфу са песмом , која је у финалу заузела 7. место са 120 бодова. 

## Биографија
Михалис је рођен 1978. у Пиреју од оца Грка и мајке Хрватице из Ријеке. Са 18 година отишао је у Лондон (Уједињено Краљевство) где је на Вестминстерском универзитету студирао музичке технологије и продукцију. 
Једно време је радио и као продуцент издавачке куће AMG Records чија подружница '' му је понудила први професионални уговор. Први албум на грчком језику под насловом Satirical Nomads објавио је 2004. године.
Године 2005. номинован је за музичку награду продукцијске куће МАД ТВ за најбољи видео спот у конкуренцији хип-хоп музичара, баш као и 2008. године уз номинацију за видео спот године. 
Године 2008. добио је награду за најуспешнијег грчког извођача на додели европских музичких награда телевизије МТВ.
Заједно са Лукасом Јоркасом представљао је Грчку на Песми Евровизије 2011. у Диселдорфу са песмом , која је у финалу заузела 7. место са 120 бодова. 

## Албуми
- 2004:
- 2007:  (Εξέλιξη - еволуција)
- 2011: Aneli3h (Ανελιξη - процес)